# Long Way
Long Way je sedmi studijski album Tone Janša Quarteta, ki je izšel leta 2016 pri založbi ZKP RTV Slovenija. Album je posnela zasedba Janša, Renato Chicco, Drago Gajo in Philipp Zarfl.

## Kritični sprejem
Kritik spletnega portala Barikada.com, Dragutin Matošević, je v svoji recenziji zapisal: »/.../ Tone Janša Quartet prispeva na albumu Long Way prav to, kar smo od njega pričakovali - virtuozno igranje in jazzovske interpretacije svetovnega nivoja. Zvočno sliko dominira zvok Tonetovega saksofona in flavte, poleg diskretne spremljave ostalih članov kvarteta. Seveda imajo tudi drugi člani kvarteta svojih »pet minut«. Celotno glasbeno ozračje je prijetno, svetlo, sproščujoče, ... /.../ Ni treba posebej poudarjati - Long Way je album z odlično glasbo. Ta recenzija ne bo v veliki meri prispevala k popularnosti Tone Janša Quarteta, upam pa, da bo vsaj ena od stopnic, ki bo ta kvartet in njegovo glasbo privedla do visoke ravni, kakršno si zasluži.«

## Seznam skladb
Avtor vseh kompozicij, razen »Po jezeru« (narodna), je Tone Janša.
| Št.             | Naslov                            | Dolžina |
| --------------- | --------------------------------- | ------- |
| 1.              | „Long Way‟                        | 5:21    |
| 2.              | „Po jezeru‟ (narodna, arr. Janša) | 4:09    |
| 3.              | „Morning Light‟                   | 4:14    |
| 4.              | „Theoxenia‟                       | 3:23    |
| 5.              | „Hoax‟                            | 3:41    |
| 6.              | „Cage‟                            | 4:47    |
| 7.              | „Interior Sound‟                  | 4:00    |
| 8.              | „Ballad of Hunch‟                 | 5:44    |
| 9.              | „Maybe‟                           | 4:34    |
| Skupna dolžina: | Skupna dolžina:                   | 39:53   |

## Osebje

### Tone Janša Quartet
- Tone Janša – tenor saksofon, sopran saksofon, flavta
- Renato Chicco – klavir
- Philipp Zarfl – bas
- Drago Gajo – bobni

### Produkcija
- Producent: Grega Forjanič
- Tonski mojster: Miha Jaramaz
- Oblikovanje: Žiga Culiberg
- Fotografija: Jože Fink